# باميلا دين
باميلا دين (بالإنجليزية: Pamela Dean)‏ (1953)؛ روائية أمريكية.